# Maban jezici
Maban jezici, Prema novijoj klasifikaciji dio šire jezične skupine maban-burun, nilotskog ogranka istočnosudanskih jezika, a predstavljaju je: maba [mde], marfa [mvu], masalit [mls], massalat [mdg], surbakhal [sbj], kibet [kie], runga [rou], kendeje [klf], jumjum [jum], karanga [kth] i mabaan [mfz].
Prema starijoj klasifikaciji bila je jedna od glavnih skupina nilsko-saharske jezične porodice raširenih na područjima Čada i Sudana u Africi. Obuhvaća ukupno (9), odnosno po novijoj klasifikaciji 11 jezika. Po starijoj klasifikaciji njezine dvije glavne podskupine su: 
a) Karanga (1) Čad: karanga
b) Mabang (8) Čad, Sudan: 
b1. kendeje;
b2. Maba (2): maba, marfa;
b3. Masalit (3): masalit, massalat, surbakhal;
b4. Runga-Kibet (2): kibet, runga.